# Rechapados Ferrer
Rechapados Ferrer és una empresa catalana amb seu a la Garriga, coneguda per la fabricació de taulers d'escacs.
El 2020, els seus escaquers es podien veure en la minisèrie de Netflix The Queen's Gambit a les seqüències dels torneigs oficials d'escacs, en concret el tauler negre, amb quadro d’arrel i marqueteria vermella i groga, que és una comanda especial per a la empresa alemanya Weible.
Els seus taulers es caracteritzen per un filet o marqueteria i una combinació especial de les fulloles i el tipus d'acabat. El 2020, exportaba més de 20.000 unitats a l’any arreu del món, provenint més del 95% de les seves comandes de fora d’Espanya. L'empresa va ser creada el 1970 a la Garriga per la família Ferrer, obrint un petit taller per produir rexapats per a les fàbriques de mobles de la zona. Per casualitat, van començar a fabricar taulers de fusta com a proveïdor exclusiu de la fàbrica de jocs i joguines Marigó, sense deixar de fer rexapats per a mobles.